# Metagerra obscura
Metagerra obscura är en insektsart som beskrevs av White 1878. Metagerra obscura ingår i släktet Metagerra och familjen Rhyparochromidae. Inga underarter finns listade i Catalogue of Life.